# Muhammad Ali (песня Faithless)
«Muhammad Ali» — второй сингл британской электронной группы Faithless с альбома Outrospective, вышедший в сентябре 2001 года.
В этой песне вокалист группы Maxi Jazz рассказывает о своём кумире Мохаммеде Али, который заставил его поверить в себя и не обращать внимания на расовые предрассудки. Основой для трека послужил семпл композиции 1979 года «Strategy» ритм-н-блюзовой группы Archie Bell & The Drells. По признанию продюсера группы Ролло Армстронга, видеоклип к «Muhammad Ali» является его любимым.
Для обложки сингла была использована фотография с боксёрского поединка Али против Листона 25 мая 1965 года.
В Германии сингл вышел в формате DualDisc, содержащий и аудиотреки, и видеоматериал.

## Список композиций

### UK CD 1
1. «Muhammad Ali» (radio edit) — 3:31
2. «Muhammad Ali» (Rollo & Sister Bliss Sweet Love Mix) — 7:18
3. «Muhammad Ali» (Full Intention Club Mix) — 6:11

## Чарты
| Chart (2001)                               | Peak position |
| ------------------------------------------ | ------------- |
| Бельгия/Фландрия (Ultratip Bubbling Under) | 4             |
| Бельгия/Валлония (Ultratip Bubbling Under) | 8             |
| Германия (GfK)                             | 87            |
| Нидерланды (Single Top 100)                | 55            |
| Шотландия (OCC Scotland)                   | 37            |
| Швеция (Sverigetopplistan)                 | 89            |
| Великобритания (OCC UK Dance)              | 11            |
| Великобритания (OCC UK Singles)            | 29            |